# Капцова, Анна Михайловна
А́нна Миха́йловна Капцо́ва (в девичестве Залогина; 4 июня 1860, Москва — 16 декабря 1927, Москва) — купчиха первой гильдии, потомственная почётная гражданка, промышленница, после смерти мужа — глава купеческого дома Капцовых. Меценат.

## Семья

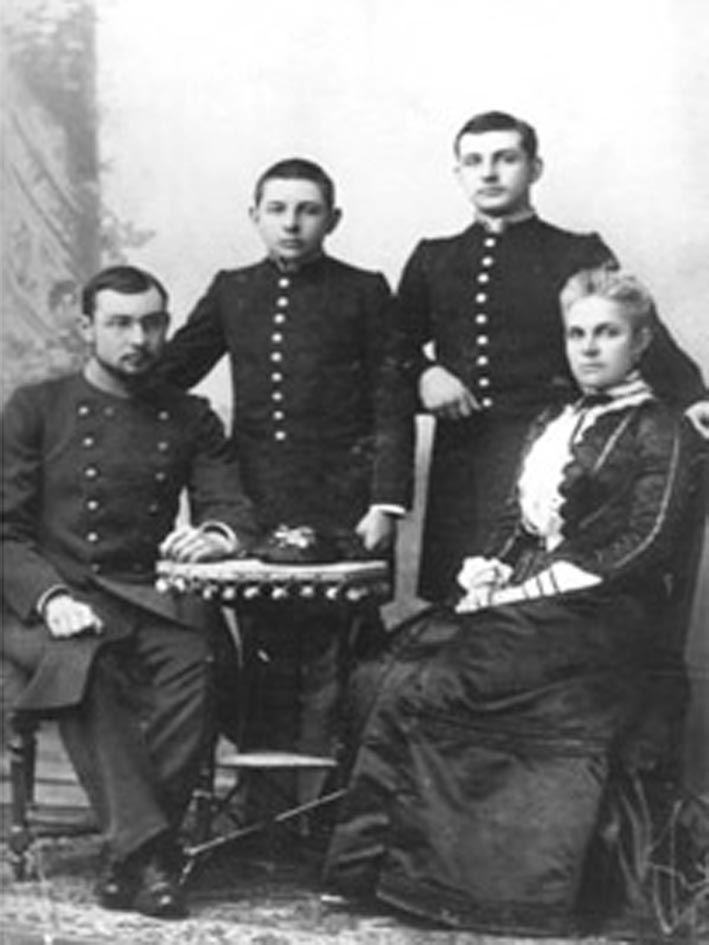
Анна Михайловна Капцова с сыновьями Сергеем, Михаилом и Николаем (справа налево), 1901 (?) год

Отец Анны Михайловны — московский купец второй гильдии Михаил Васильевич Залогин (1822–1876), владелец (вместе с братьями) Фряновской шерстопрядильной мануфактуры, а затем —акционерного общества «Компания Российской Шелкопрядильной мануфактуры». 
Дед — купец Залогин Василий Иванович (1784–ок.1842), вольноотпущенный в 1818 году из дворовых людей (в 1834 году он значится как купец 1-й гильдии, затем перешел в статус почетных граждан (с 1846 года). Мать — Александра Ивановна, в замужестве Залогина (1829–?)..
Муж — московский купец первой гильдии Александр Сергеевич Капцов (1849—1897), потомственный почётный гражданин, меценат, гласный Московской городской думы (1889—1893), сын купца 1-й гильдии Сергея Алексеевича Капцова (1816–1892) и его супруги Ксении Васильевны (1821–1895).
У Анны Михайловны и Александра Сергеевича было три сына:
- Николай (1883–1966) был совладельцем товарищества «Анна Капцова с сыновьями», затем товарищества «Н. А. Капцов с братьями», потом прекратил коммерческую деятельность, стал учёным в области электроники, профессором физфака МГУ.[4]
- Сергей (1885–1932) окончил Гейдельбергский и Московский университеты, был минералогом, любителем-автогонщиком. Репрессирован[5].
- Михаил (1888–1931) окончил университет в Англии, был хозяином автомобильного магазина, представителем концерна «Опель». Арестован по «делу Промпартии»[6] и позже расстрелян.

В 2006 году Сергей и Михаил были реабилитированы.

## Фабрика во Фрязино

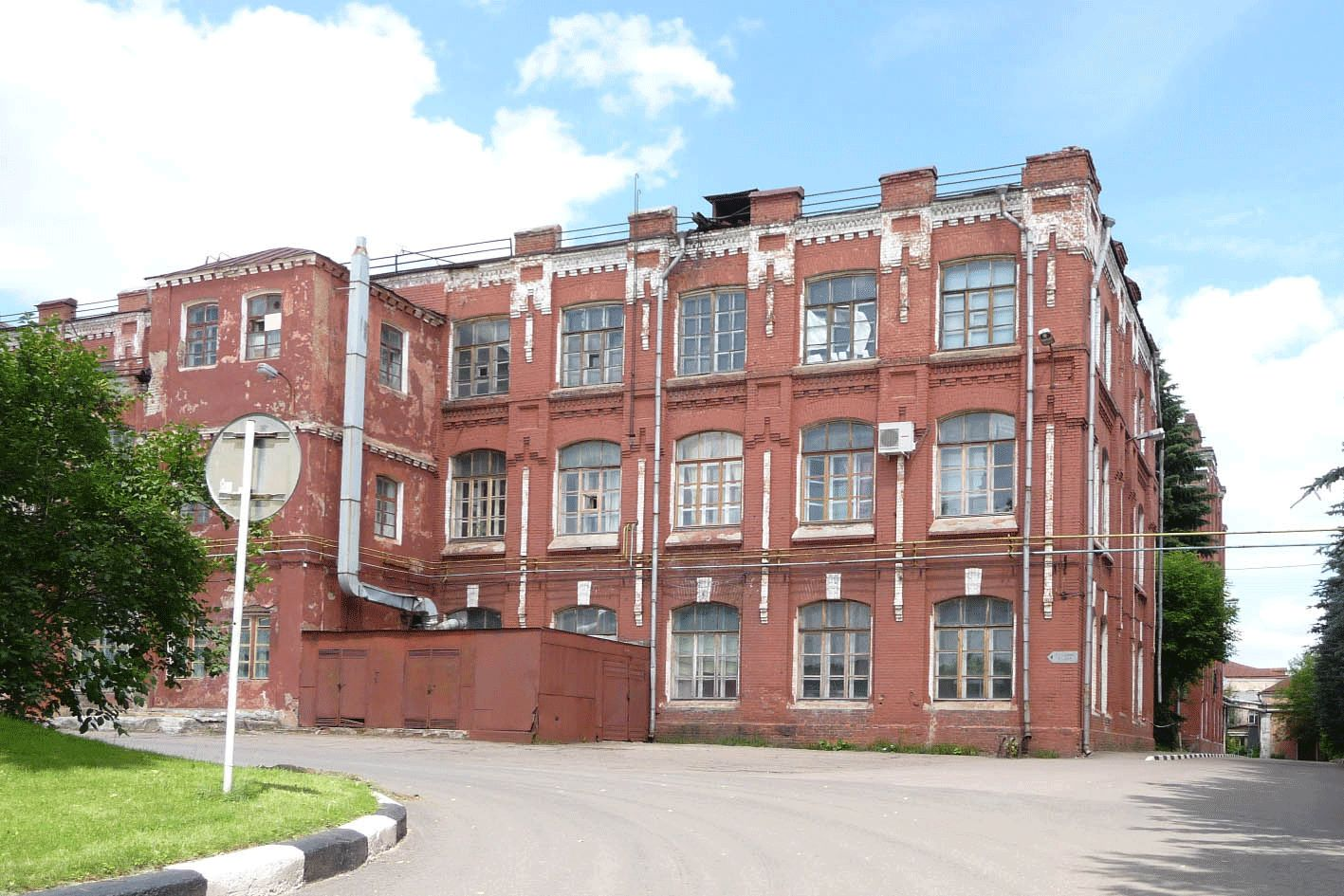
Фабрика А.М. Капцовой во Фрязино.

Анна Михайловна оставила заметный след в истории подмосковного Фрязино, до её появления — небольшой деревни, а ныне — наукограда. В 1900 году товарищество «Анна Капцова и сыновья» выкупает шёлкоткацкую фабрику Кондрашевых и на её месте строит первое во Фрязино огромное по тем временам трёхэтажное каменное здание — корпус новой шёлкоткацкой фабрики, проводит электрическое освещение, завозит из-за границы станки. Фабрика обеспечивала работу почти всем жителям деревни.  В 1901 году на ней было 160 рабочих мест. В 1908 году Товарищество получило чистой прибыли на 658 тысяч рублей. В этом году на фабрике трудилось 750 человек, к 1912 году их количество выросло до 1000, а в 1913 году на фабрике работало уже около 1300 рабочих; имелось более 15 тысяч прядильных и 2 тысячи крутильных веретён. В 1914 году чистая прибыль предприятия составила 907 тысяч рублей, в 1916 году — 1,1 млн рублей, при 460 рабочих местах. 
В 1918 году фабрику национализировали и через год закрыли. В 1933 году в пустующих корпусах построенной А. М. Капцовой фабрики был организован завод «Радиолампа», из которого впоследствии выросло ведущее советское и российское предприятие в области СВЧ-электроники — НПП «Исток», до настоящего времени являющееся ядром научно-производственного комплекса наукограда Фрязино. Корпус фабрики, построенной А. М. Капцовой, находится на территории «Истока» и до сих используется как административное и производственное здание. В 1960-х сын А. М. Капцовой, Николай, основной владелец фабрики перед её национализацией, ставший к этому времени профессором физфака МГУ, сотрудничал с НПО «Исток».

## Другие предприятия А. М. Капцовой
О другой коммерческой деятельности Анны Михайловны известно мало. В Москве у неё был большой магазин шёлковых тканей. В расположенном на северо-востоке Московской губернии Богородском уезде и в примыкающему к нему району, в том числе в Киржачском уезде Владимирской губернии, действовала принадлежащая ей широкая сеть раздаточных контор (с центром в находящейся недалеко от Фряново деревне Крупцы), которая выдавала заказы надомникам и мелким фабрикам и обеспечивала их пряжей. Через Крупцы проходило, по некоторым данным, до 70 процентов российского плюша и бархата. В 1910 году она, совместно с Г. М. Морозовым, выкупила находящуюся в тяжёлом финансовом положении шёлкоткацкую фабрику села Трубино торгового дома «Бочаров И. Ф. и сыновья», оставила там управляющим Бочарова, однако вскоре вышла из этого предприятия.

## Школа № 1520 имени Капцовых
Семья Капцовых была известна своей благотворительностью. Сергей Алексеевич Капцов, учредил стипендии гимназистам; на деньги, завещанные им, в 1892 году по решению Думы в Леонтьевском переулке была построена мужская гимназия, а после смерти его супруги, Ксении Васильевны, в 1896 году рядом возвели задание женского училища. Вплоть до 1917 года Капцовы были попечителями этих учебных заведений. Муж Анны Михайловны, Александр Сергеевич, основал и содержал на свои деньги два училища в Москве. В первом, мужском, попечителем был сам А. С. Капцов. Во втором, женском — А.М.Капцова. После смерти мужа, Анна Михайловна, по решению Московской городской думы от 2 сентября 1897 года, стала попечителем обоих училищ, и до ноября 1917 года финансировала их и руководила их деятельностью. В 1996 году московской гимназии № 1520, преобразованной в школу, ведущей свою историю от этих училищ, присвоено имя Капцовых.